# Maison de l'Ambassade turque à Niš
La maison de l'Ambassade turque à Niš (en serbe cyrillique : Стара кућа зв. "Турска амбасада" у Нишу ; en serbe latin : Stara kuća zv. "Turska ambasada" u Nišu) se trouve à Niš, dans la municipalité de Medijana et dans le district de Nišava, en Serbie. Elle est inscrite sur la liste des monuments culturels protégés de la république de Serbie (identifiant no SK 1010),.

## Présentation
La maison, située 16 rue Petra Vučinića, a été construite dans les premières décennies du XIXe siècle pour abriter le consulat turc. Il appartenait à l'aga ottoman, qui est rentrer en Turquie après la libération de Niš en 1878 ; de 1878 à 1915, plusieurs consulats y ont été ouverts : austro-hongrois, turc, russe, anglais, grec, belge, français, allemand et italien. Le bâtiment a été entièrement reconstruit en 2009.
La maison est constituée d'un simple rez-de-chaussée ; sa façade principale s'organise autour d'un doksat (sorte de porche-terrase) double reposant sur des piliers ; le plafond du doksat est richement orné et les piliers sont sculptés. Le haut toit forme un grenier et est recouvert de tuiles ; il est mis en valeur par un auvent.
L'intérieur se compose d'un hall central, de deux pièces plus grandes à l'avant et de trois pièces plus petites et à l'arrière. À l'arrière se trouvent deux petites portes en bois renforcées d'ornements métalliques ; l'une de ces portes permet d'entrer dans une pièce avec une cheminée, l'autre sert de cuisine.